# Desireless
Pour l'album du chanteur américano-suédois Eagle-Eye Cherry, voir Desireless (album).
Desireless, nom de scène de Claudie Fritsch-Mentrop, née le 25 décembre 1952 à Paris, est une chanteuse française.
Dans les années 1980, elle est rendue célèbre à travers le monde par ses hits (les plus connus étant Voyage, Voyage et John) et son look androgyne, notamment sa coupe de cheveux étonnante.
Elle poursuit depuis une carrière plus discrète et continue de produire de nouveaux albums et de jouer sur scène. Elle travaille en duo depuis 2011 avec le producteur electro Valfeu (Antoine Aureche).

## Biographie

### Enfance et débuts
Née le jour de Noël 1952, Claudie Fritsch passe la majeure partie de son enfance au Tréport.
Après avoir quitté l'école en classe de Première, Claudie Fritsch prend des cours de stylisme en 1970 au Studio Berçot à Paris et se lance dans la mode. Dans ces mêmes années 1970, elle lance sa propre collection, Poivre et sel avec Claude Sabbah.
C'est en 1980, après un voyage en Inde, que Claudie Fritsch commence à s'intéresser à la chanson. À partir de cette période, elle travaille avec différents groupes locaux, Duo-Bipoux et Kramer puis, en 1984, elle rencontre Jean-Michel Rivat (compositeur notamment de Joe Dassin, Alain Chamfort et Michel Delpech),. Elle crée et intègre le groupe Air 89 puis « Air » avec deux amis musiciens, avec lequel elle sortira un premier single : Cherchez l'amour fou en 1984, puis, en solo, Qui peut savoir en 1986.

### Succès
C'est fin 1986 que les choses s'accélèrent. Claudie Fritsch se lance dans une carrière solo et devient Desireless, personnage androgyne et froid (d'où probablement son nom, signifiant en anglais « sans désir »), habillée de noir et les cheveux coupés en brosse.
Son premier 45 tours, Voyage, Voyage, composé par Jean-Michel Rivat et Dominique Dubois (et écrite à l'origine pour Michel Delpech), va connaître immédiatement un immense succès en France et à l'étranger (no 1 en Allemagne, en Autriche, en Espagne et en Norvège, no 2 en France et en Israël, no 4 en Suisse et en Irlande, no 5 au Royaume-Uni, no 9 en Finlande et aux Pays-Bas, no 11 en Suède, no 21 en Italie...). Sa chanson (dont le clip a été réalisé par Bettina Rheims) autant que son allure surprenante font de Desireless un véritable phénomène médiatique à l'époque, Claudie Fritsch devenant, à 33 ans, l'une des rares chanteuses françaises à obtenir un tel succès international avec une seule chanson, interprétée de surcroît en français.[réf. nécessaire] On entend encore, à deux reprises, cette chanson dans le film Compartiment no 6 de Juho Kuosmanen sorti en 2021 ainsi que dans le film On ira d'Enya Baroux sorti en 2025.
Un deuxième single, John, sort en 1988, obtenant également un immense succès (notamment en Russie), sans pour autant renouveler totalement l'exploit international de son prédécesseur ; il se classe tout de même no 5 en France, no 8 en Espagne et no 9 en Finlande.
Après plus de trois ans de promotion, en France et à l'étranger, Desireless sort son premier album en 1989, François, accompagné d'un troisième single, Qui sommes-nous ?, qui ne sera pas classé au Top 50. La chanteuse décide de quitter sa maison de disques, anciennement CBS, devenue Sony : « Les décideurs ne sont plus des amoureux de la musique mais des énarques qui décrètent ce qui me convient : look, vidéo, photos de promotion, chansons. Or, un vrai artiste est quelqu’un de libre », dira-t-elle plus tard dans une interview à Paris Match.

### Années 1990 et 2000
Au début des années 1990, avec la naissance de sa fille Lili (née en 1990), Desireless prend de la distance avec la scène et le milieu du show-business et fait une pause de quatre ans.
En 1994, après avoir rencontré le musicien Charles France, elle revient avec un nouvel album, I Love You. En 1995, elle décide de quitter Paris pour la Drôme provençale et s'installe à Buis-les-Baronnies.
Après diverses rencontres musicales et amicales, la chanteuse entame en 2000 une tournée acoustique d'un an avec le guitariste Michel Gentils ; à l'issue de cette tournée, elle auto-produit avec lui un album live de quinze titres, Un brin de paille. Elle a alors déjà abandonné depuis longtemps sa célèbre coupe de cheveux et son look androgyne, et arbore plus sobrement un crâne tondu et d'amples tuniques colorées.[réf. souhaitée] Elle rencontre ensuite Fabien Scarlakens, avec lequel elle travaille sur un spectacle électro-dance, La Vie est belle. Celui-ci démarre en Estonie, fait le tour de l'Europe, avant de passer par Paris. Un CD cinq titres auto-produit est commercialisé en 2004.[réf. souhaitée]
En 2005, elle compose un nouvel album, Le Petit Bisou, avec Mic-Eco, et tourne sur de petites scènes pendant deux ans.[réf. souhaitée]
En 2007, elle participe aux trois premières années de la tournée RFM Party 80, et sort un double album, More Love and Good Vibrations.[réf. souhaitée] Elle enregistre ensuite un single avec Alec Mansion (ex-Léopold Nord et Vous), dont le clip Tes voyages me voyagent est produit par Fabrice Brouwers.

### Années 2010
En septembre 2010, Desireless reprend le chemin des studios. Son dernier opus, L'expérience humaine sort en mai 2011. Réalisé en collaboration avec Alec Mansion (ex-Léopold Nord et Vous), cet album a été auto-produit chez Akamusic, avec la participation financière de 576 producteurs particuliers. Son expérience chez Akamusic la fait revenir très vite à ses premières amours : indépendance et auto-production.
En 2012, elle publie avec Operation Of The Sun (OOTS) un nouvel EP, L'Œuf du Dragon, se composant de quatre titres et trois remixes, publié en téléchargement gratuit sur Internet. La même année, elle auto-produit le second volet de L'expérience humaine : XP2, EP de cinq titres composés et écrits par Alec Mansion.[réf. souhaitée]

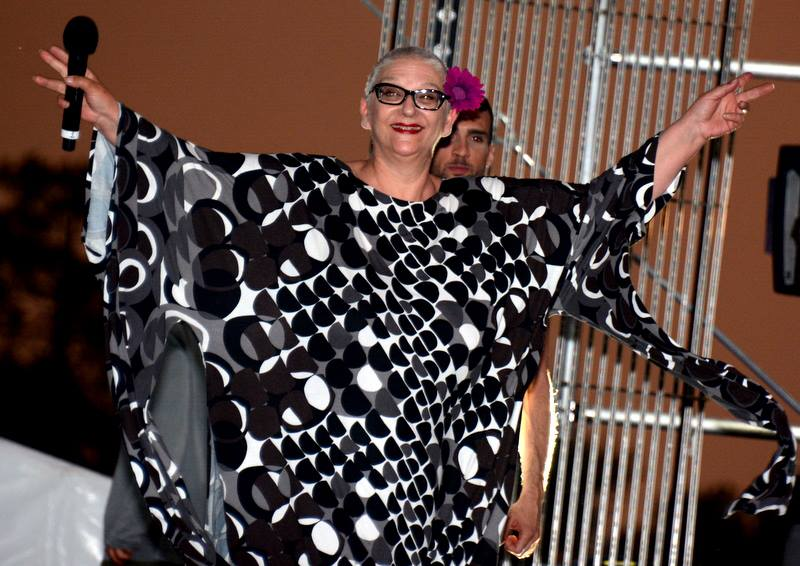
Desireless au concert La Folie des années 80 à Enghien-les-Bains en 2013.

En mars 2013, elle auto-produit avec OOTS l'album Digipack 3 volets L'Œuf du Dragon incluant les nouvelles versions de John et Voyage, Voyage. Cet album est accompagné d'un clip de John 2013, réalisé par Samuel Maurin.[réf. souhaitée]
Le 12 mai 2014, elle publie l'album Noun, toujours en collaboration et auto-production avec OOTS sous la forme d'un CD digipack (A5). C'est un album de musique électronique et expérimentale, aux accents ethniques du fait de l'utilisation d'instruments traditionnels (tels que la balalaïka) ou encore de l'utilisation de rythmiques 6/8 caractéristiques des jigs, danses traditionnelles irlandaises. Cet album est composé d'un clip, L'or du Rhin, réalisé par Samuel Maurin avec la participation de la danseuse et chorégraphe Émilie Camacho.
Le 25 novembre 2014, sort un EP au format CD, Un seul peuple, toujours en collaboration et auto-production avec OOTS, comprenant une reprise d'Étienne Daho, Duel au soleil, accompagné d'un clip vidéo, Pas de sexes. Cet EP est composé de dix chansons, dont Voyage, Voyage et John « version 2014 », trois remix de chansons de l'album Noun, la version studio du précédent clip vidéo Un seul peuple et une reprise en russe de L'or du Rhin par Elena Thefrog.[réf. souhaitée]
En octobre 2015, elle lance sur son site officiel un nouvel album acoustique en duo avec OOTS, intitulé Guillaume. Ce projet, qui prendra également la forme d'un spectacle de théâtre musical, est consacré à l'œuvre poétique de Guillaume Apollinaire.[réf. souhaitée]

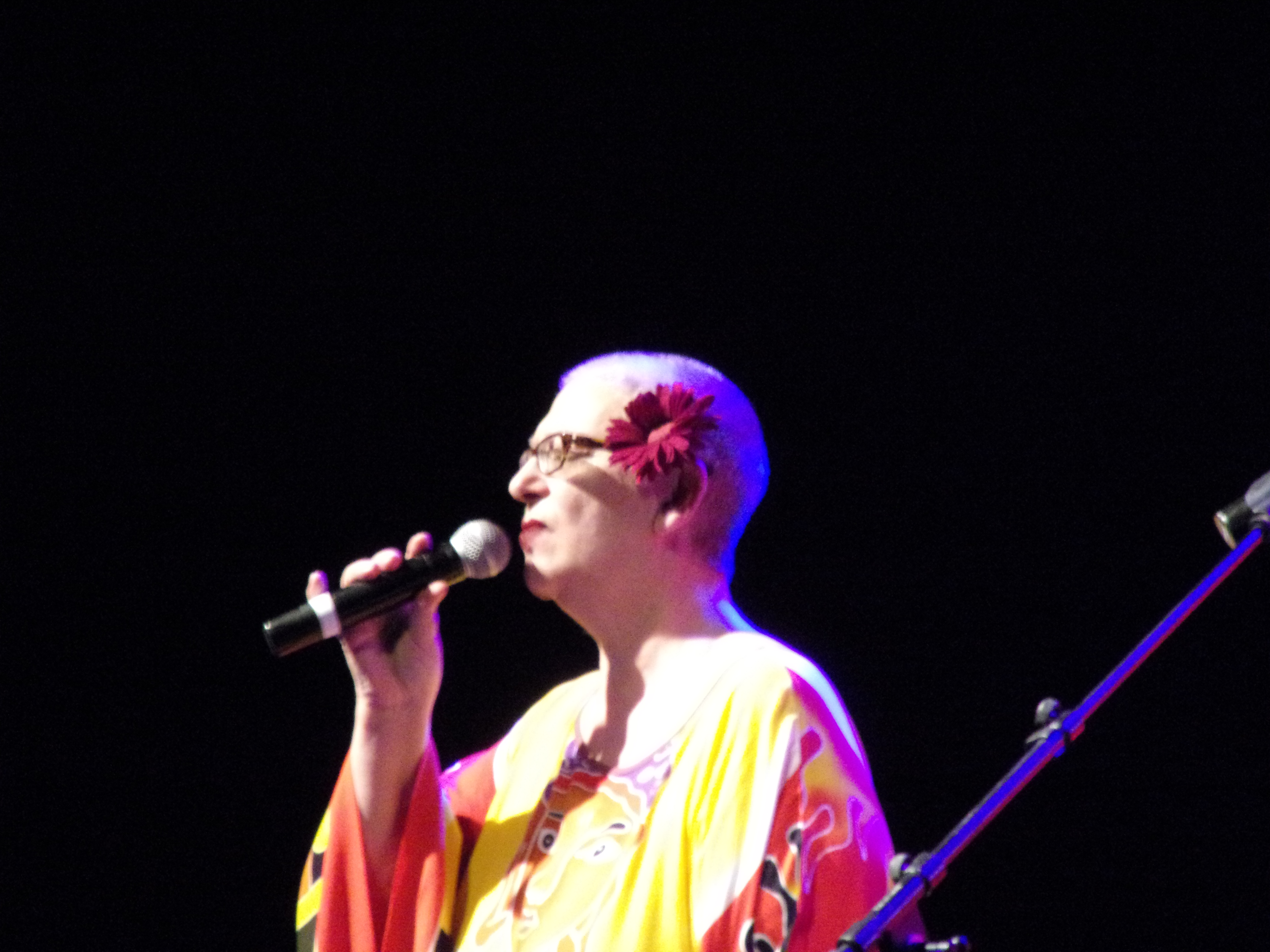
Desireless lors d'un concert Étoiles des années 80 à Sorgues, en février 2016.

Depuis 2017, elle écrit des livres dans lesquels elle raconte sa vie, des années 1980 à aujourd'hui. Sont ainsi parus via son site Internet : Le ciel est toujours bleu (Autobiographie, 160 pages), Faucheuse d'OGM (Autobiographie, 100 pages) et Méditage/Relaxage (manuel de méditation accompagné d'une clef USB contenant des vidéos de relaxation).
En 2018, elle publie sur sa chaîne YouTube un documentaire intitulé Un autre espace (lequel était déjà présent sur la clef USB associée à Méditage/Relaxage). Ce reportage, réalisé par Antoine Aureche, retrace le parcours de la chanteuse de 2013 à 2017 à travers des interviews de proches et des images de sa vie quotidienne.

## Discographie

### Albums
- 1989 : François
- 1994 : I Love You
- 2003 : Ses plus grands succès
- 2004 : Un brin de paille
- 2007 : More Love and Good Vibrations
- 2007 : Le petit bisou (en duo avec Mic-Eco)
- 2008 : More Love and Good Vibrations (édition russe)
- 2010 : More Love and Good Vibrations (réédition collector)
- 2011 : L'expérience humaine (EP)
- 2012 : L'Œuf du Dragon (EP)
- 2012 : XP2 (EP)
- 2013 : L'Œuf du Dragon (album digipack physique 3 volets en vente et en téléchargement digital sur le site officiel de Desireless) (single vidéo de Samuel Maurin John)
- 2013 : I Love You (réédition remastérisée avec 1 inédit : Bonsoir) (en vente digitale sur le site officiel de Desireless)
- 2014 : Noun (album digipack au format A5 [DVD] en vente  physique et digital sur le site officiel de Desireless) (single vidéo de Samuel Maurin L'or du Rhin)
- 2014 : Un seul peuple (album digipack physique 3 volets en vente et téléchargement digital sur le site officiel de Desireless) (single vidéo de Samuel Maurin Pas de sexes)
- 2015 : 2011-2015 (album best of au format digital, distribué sur les plateformes numériques telles que Deezer ou iTunes)
- 2015 : Guillaume (album en vente sur le site officiel de Desireless le 27 octobre 2015)
- 2022 : Voyage avec Operation Of The Sun (intégrale au format digital, distribué sur les plateformes numériques telles que Spotify)

### Singles
- 1986 : Voyage, Voyage
- 1988 : John
- 1989 : Qui sommes-nous ?
- 1990 : Elle est comme les étoiles
- 1994 : Il dort
- 1994 : I Love You
- 2004 : La vie est belle
- 2006 : Free Your Love (duo avec DJ Esteban)
- 2007 : Le Petit Bisou (avec Mic-eco)
- 2009 : Tes voyages me voyagent (duo avec Alec Mansion)
- 2010 : Voyage, Voyage (remix 2010) (avec DJ Esteban)
- 2011 : L'expérience humaine
- 2012 : Nul ne sait
- 2013 : Sertão
- 2013 : John (single sous forme de clip vidéo de Samuel Maurin)
- 2014 : L'or du Rhin (single sous forme de clip vidéo de Samuel Maurin)
- 2014 : Un seul peuple (single sous forme de clip vidéo de Samuel Maurin)
- 2014 : Pas de sexes (single sous forme de clip vidéo de Samuel Maurin)
- 2015 : Another Brick in the Wall Part II (single sous forme de clip vidéo de Greg Gio et Samuel Maurin)

### Musiques diverses
- 2008 : récitation du poème Sensation sur l'album hommage à Arthur Rimbaud réalisé par le compositeur/joueur de didgeridoo Raphaël Didjaman sur le label musical Tribal zik Records.
- 2012 : le titre Voyage, Voyage est repris par Soap&Skin sur l'album Narrow.
- 2015 : collaboration avec le groupe de metal suisse Voice of ruin sur la réécriture du titre Morning wood, extrait de l'EP intitulé Consumed[12].
- 2021 : le titre Voyage, Voyage est repris par Sirenia (groupe) sur l'album Riddles, Ruins & Revelations.

## Filmographie
- 2012 : Stars 80 : elle-même.

## Publications
- Desireless, Le ciel est toujours bleu, autobiographie, Éditions Patrick Roulph, 2017, 160 p. [présentation en ligne]
- Desireless, Faucheuse d'OGM (illustré par Titi), Éditions Patrick Roulph, 2017, 101 p.  (ISBN 979-10-94685-28-0) [présentation en ligne] Suite de son autobiographie Le ciel est toujours bleu.
- Desireless, Méditage/Relaxage, livret de relaxation accompagné d'une clef USB (vidéos de relaxation, album de musiques d'ambiance, documentaire), Éditions Patrick Roulph, 2017, 47 p. [présentation en ligne]